# World of Warcraft: Cataclysm
World of Warcraft: Cataclysm je tretja razširitev spletne igre World of Warcraft, ki je izšla 7. decembra 2010.

## Vsebina
Najpomembnejša novost pri razširitvi je prenovljen igralni svet, ki popolnoma spremeni igralno izkušnjo tako novim, kakor obstoječim igralcem. Z razširitvijo dobijo igralčevi junaki možnost napredovanja do stopnje 85, odklenejo pa tudi možnost igranja z dvema novima rasama - Worgeni in Goblini. Za izkušene igralce so razvijalci dodali tudi nova območja in temnice.

## Sprejem

### Prodaja
Število kupljenih izvodov igre je v prvih 24 urah od uradnega izida doseglo 3,3 milijone izvodov. Po prvem mesecu od izida je število kupljenih izvodov naraslo na 4,7 milijonov, kar je igro postavilo na vrh mesečno najbolj prodajanih računalniških iger vseh časov.

### Kritike
Večina popularnih tiskanih medijev in spletnih strani, namenjenim računalniškim igram, je igro ocenilo zelo pozitivno. Na spletni strani Metacritic, ki računa povprečno oceno recenzij popularnih medijev po lestvici od 1 do 100, ima igra povprečno oceno 90.

## Sistemske zahteve
Windows
- Windows XP, Windows Vista ali Windows 7 (32- & 64-bit podpora)
- Intel Pentium 4 1.3 GHz ali AMD Athlon XP 1500+
- 1GB ali več RAM
- NVIDIA GeForce FX ali ATI Radeon 9500 grafična kartica ali boljša
- 25 GB nezasedenega prostora na trdem disku
- Širokopasovna internetna povezava

Mac OS X
- Mac OS X 10.5.8, 10.6.4, ali novejši:
- Intel Core Duo processor
- 2 GB RAM ali več
- ATI ali NVIDIA grafična kartica s 64 MB Video RAM ali več
- 25 GB nezasedenega prostora na trdem disku
- Širokopasovna internetna povezava